# Leroy Houston
Pour les articles homonymes, voir Houston (homonymie).
Pas d'image ? Cliquez ici

a Compétitions nationales et continentales officielles uniquement.

b Matchs officiels uniquement.
Dernière mise à jour le 20 juillet 2019.
Leroy Donald Houston, né le 10 novembre 1986 à Palmerston North (Nouvelle-Zélande), est un joueur australien de rugby à XV qui joue au poste de troisième ligne centre. Il est international depuis 2016.

## Biographie
Leroy Houston a été international australien des moins de 19 ans en 2007, des moins de 21 ans en 2008 et en équipe A en 2010.
Au terme de la saison 2011 de Super 15 où les Queensland Reds remportent le titre face aux Crusaders, il rejoint l'Europe. Après une saison avec le club français de Bordeaux Bègles, 19 matchs, puis une saison en Pro D2 avec Colomiers rugby, 18 matchs et un essai, il rejoint en 2013 le club anglais de Bath Rugby. En 2016, avant le début de la saison 2016 de Super Rugby, le sélectionneur Michael Cheika se rend en Europe pour visiter de possibles recrues pour les Wallabies. Leroy Houston se laisse ainsi convaincre et obtient de Bath de le libérer de sa dernière année de contrat et de retourner en Australie au terme de la saison anglaise pour postuler pour l'équipe australienne. Il  signe un contrat de trois ans en faveur des Queensland Reds et dispute deux matchs de la saison de Super Rugby. Il évolue également avec les Brisbane City et est sélectionné parmi le groupe de joueurs préparant la saison internationale des Wallabies. Il n'est toutefois pas retenu dans le groupe qui affronte l'Angleterre lors de la tournée de trois tests de celle-ci.
En septembre, le club de Bath, confronté à de nombreuses blessures dont Toby Faletau, obtient des Reds la possibilité de signer un contrat court avec Houston jusqu'à la fin de l'année. Quelques semaines plus tard, en octobre, il obtient sa première cape avec les Wallabies lors de la dernière journée du The Rugby Championship 2016 face à l'Argentine.
En 2017, il revient en France et fait son retour au sein de l'Union Bordeaux Bègles en signant un contrat de deux saisons. En février 2019, le Biarritz olympique annonce son arrivée. Libéré de son contrat à la fin de la saison 2020, il quitte Biarritz et rejoint pour la saison 2020-2021 le RC Bassin d'Arcachon installé en Fédérale 1 et prend sa retraite en tant que joueur professionnel à la fin de la saison, et rejoint le club amateur de Bidart union club, en Promotion d'Honneur de ligue régionale Nouvelle-Aquitaine de rugby,.

## Palmarès
- Queensland Reds
  - Vainqueur du Super Rugby en 2011
- Bath Rugby
  - Finaliste du Challenge européen en 2014
  - Finaliste du Championnat d'Angleterre en 2015